# Зарайський міський округ
Зара́йський райо́н (рос. Зарайский район) — адміністративно-територіальна одиниця і муніципальне утворення на південному сході Московської області Росії.
Адміністративний центр — місто Зарайськ.